# Die Son

Die Son (« Le Soleil » en afrikaans) est un tabloid sud-africain de langue afrikaans, édité au Cap et spécialisé dans le reportage sensationnel. Son modèle est celui des tabloids britanniques. Fondé en 2003, il est la propriété du groupe de presse Naspers.
Die Son est le journal d'Afrique du Sud qui dispose du lectorat le plus large. Édité comme quotidien dans la province du Cap-Occidental, il parait sous une périodicité hebdomadaire dans les autres provinces.
Die Son a été fondée comme une version sœur en afrikaans du tabloid sud-africain de langue anglaise The Daily Sun. Il est d'abord publié sous le titre Kaapse Son (« le soleil du Cap » en afrikaans). À la suite du succès du titre, Naspers décide d'en étendre le tirage à toute l'Afrique du Sud sous le titre Die Son.
En 2005, la publication quotidienne de Die Son est diffusé à 50 000 exemplaires alors que celle du week-end atteint les 220 000 copies pour un lectorat régulier de 750 000 personnes.